# The Eerie Cold
The Eerie Cold è il quarto album del gruppo black metal svedese Shining, pubblicato nel 2005.

## Tracce
1. I och med insikt skall du förgå – 7:31
2. Vemodets arkitektur – 7:53
3. Någonting är jävligt fel – 6:20
4. Eradication of the Condition – 6:58
5. The Eerie Cold (Samvetskvalens Ballad) – 5:52
6. Claws of Perdition – 6:18

## Formazione
- Niklas Kvarforth - voce, chitarra
- Phil A. Cirone - basso, tastiera
- John Doe - chitarra
- Jan Axel Blomberg - batteria